# 保加利亞經濟

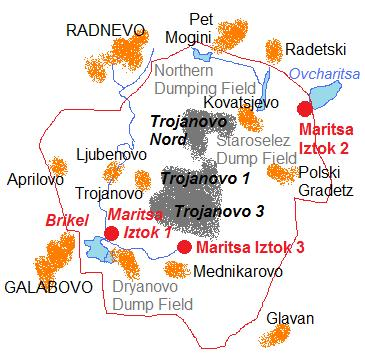
煤礦區

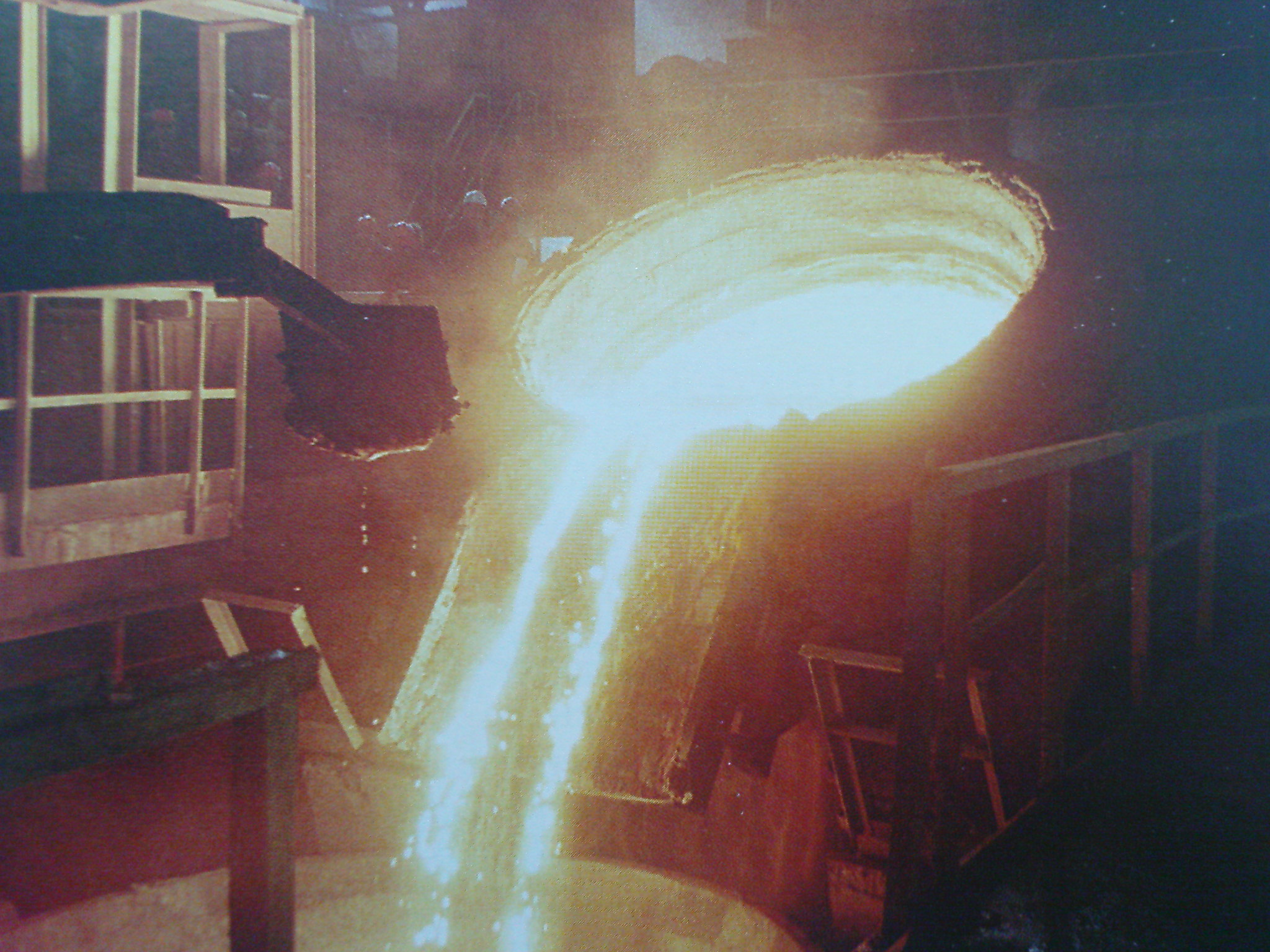
Kremikovtsi煉鋼廠

保加利亚经济在1989年与苏联的经济联系失落後受到巨大打击。人民生活条件下降40%。联合国对南斯拉夫和伊拉克的经济制裁给保加利亚也带来了冲击。1994年经济开始得到恢复，但由于不充足的经济改革和不稳定的银行系统，1996年经济再次垮台。从1997年起经济得到恢复。2003年人民生活水平有望恢复到1990年代前的水平。
保加利亚传统上是一个农业国，玫瑰、酸奶和葡萄酒历来在国际市场上享有盛名。工业目前以食品加工业和纺织业为主，旅游业近年来也有所发展。保加利亚是中欧自由贸易协定组织的成员。

## 货币政策
因为1996－1997年保加利亚经济危机，保加利亚货币列弗兑美元汇率从77：1（1996年年中）剧贬到3000:1（1997年年初），年通涨率从310.8%（1996年底）飆升到2047%（1997年3月），国内生产总值下降了10.1%。
1997年5月保加利亚接受国际货币基金组织的条件，7月1日，保加利亚中央银行实行联系汇率制列弗与德国马克挂钩：1000列弗兑1德国马克。银行利率由160%（4月）降到6%（10月），实现了金融稳定。目前保加利亚的联系汇率制是1.95583列弗兑1欧元。